# Ornithomimosauria
Gli ornitomimosauri (Ornithomimosauria) sono un gruppo di dinosauri vissuto nel Cretaceo, comunemente noti come "dinosauri - struzzo" per le loro caratteristiche.

## I dinosauri - struzzo
Questi dinosauri assomigliavano superficialmente ai moderni struzzi: erano molto veloci, con zampe posteriori molto allungate, un corpo compatto e un lungo collo sormontato da una piccola testa munita di un becco privo di denti. Uniche rilevanti differenze, la lunga coda e le zampe anteriori artigliate. Gli ornitomimosauri erano probabilmente onnivori o erbivori, e vissero nei continenti settentrionali, in particolare in Asia e Nordamerica. 
Il cranio era piuttosto piccolo, dotato di grandi orbite (forse per una buona visione notturna); la bocca, tranne qualche specie primitiva (ad es. Pelecanimimus e Harpymimus), era priva di denti. Le zampe anteriori erano lunghe e robuste, e terminavano in potenti artigli. Le "mani" erano stranamente specializzate per il fatto che il metacarpale del pollice era lungo quanto gi altri, diversamente dalla maggior parte degli altri teropodi. Le zampe posteriori erano estremamente allungate e adatte alla corsa, con un piede allungato e dita corte e forti, terminanti in artigli ricurvi. Gli ornitomimosauri erano probabilmente i più veloci tra i dinosauri e, se attaccati, potevano affidarsi alla corsa, mancando completamente di armi di difesa. La coda di questi animali era molto specializzata, ed era irrigidita nella età posteriore. Come molti altri celurosauri, erano probabilmente ricoperti di piume e non di scaglie.

## Evoluzione
Il gruppo degli ornitomimosauri apparve per la prima volta nel Cretaceo inferiore, e perdurò fino al termine del periodo. Questi animali sembrerebbero essere imparentati con celurosauri meno specializzati come Compsognathus, Coelurus e i tirannosauroidi. Membri primitivi del gruppo includono lo spagnolo Pelecanimimus, il tailandese Kinnareemimus, il cinese Shenzhousaurus, Garudimimus e Harpymimus della Mongolia e probabilmente il gigantesco Deinocheirus, fino a poco tempo fa noto solo per le mostruose zampe anteriori. Le specie più evolute, invece, appartengono alla famiglia degli ornitomimidi e includono gli asiatici Gallimimus, reso noto da Jurassic Park, Aepyornithomimus tugrikinensis, Archaeornithomimus, Sinornithomimus, Anserimimus e i nordamericani Struthiomimus, Ornithomimus e Dromiceiomimus.

## Dieta

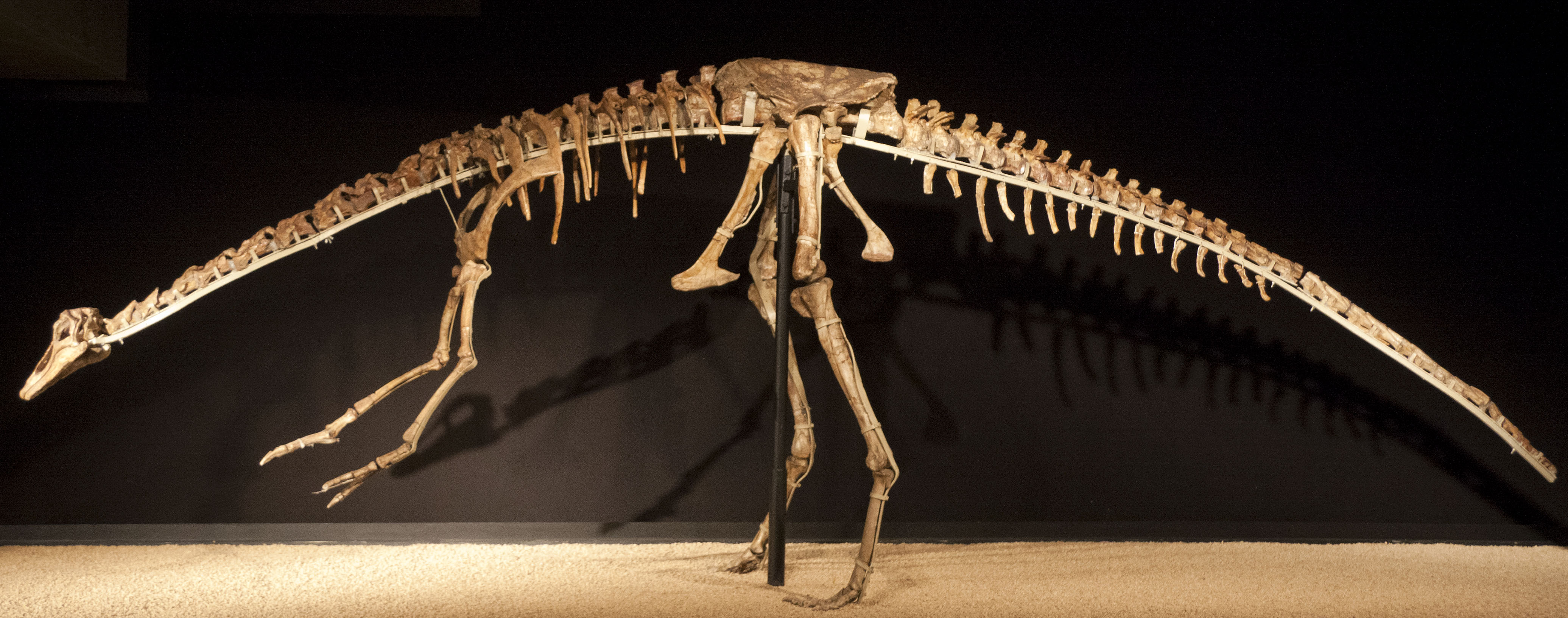
Scheletro di Anserimimus

Gli ornitomimosauri probabilmente ottenevano la maggior parte delle calorie necessarie al loro sostentamento attraverso piante, ma potrebbero essersi nutriti anche di piccoli vertebrati e insetti. Henry Fairfield Osborn suggerì che le lunghe zampe anteriori simili a quelle dei bradipi avrebbero potuto essere usate per tirare verso di sé le fronde degli alberi per il nutrimento; gli artigli, altresì, potrebbero essere stati una pericolosa arma. La grande abbondanza di ornitomimidi - sono tra i fossili di teropodi più comuni in Nordamerica - favorisce l'idea che essi fossero erbivori, dal momento che di solito gli erbivori sovrastano i carnivori in un ecosistema. La presenza di gastroliti all'interno di alcuni fossili di alcuni ornitomimidi (incluso Sinornithomimus) rinforza quest'ipotesi; gli ornitomimosauri potrebbero aver posseduto uno stomaco muscoloso. Recenti ritrovamenti di un tessuto morbido nel becco di un esemplare di Gallimimus, inoltre, sembrerebbero suggerire una struttura simile a quella delle oche, con funzioni di filtro.

## Possibili parentele
Alcuni paleontologi, come Paul Sereno, considerano gli enigmatici Alvarezsauridi come stretti parenti degli ornitomimosauri, e li pongono insieme nella superfamiglia Ornithomimoidea. In passato il più antico ornitomimosauro era considerato il primitivo Elaphrosaurus del Giurassico superiore africano, ma recentemente questa forma, nota per uno scheletro privo di cranio, è stata avvicinata ai ceratosauri. Nei Paesi Bassi e in Australia, inoltre, sono stati rinvenuti femori molto simili a quelli degli ornitomimosauri, a cui sono stati dati i nomi, rispettivamente, di Betasuchus e Timimus, ma anche queste forme potrebbero essere esempi di convergenza evolutiva.

## Classificazione
```
Ornithomimosauria

     |--
Pelecanimimus

     `--+--
Shenzhousaurus

        `--+--
Beishanlong

           |--
Harpymimus

           `--+--
Garudimimus

              `--
Ornithomimidae

                     |--
Anserimimus

                     |--
Archaeornithomimus

                     |--
Dromiceiomimus

                     |--
Gallimimus

                     |--
Ornithomimus

                     `--
Struthiomimus
```